# Collection Khalili de documents araméens
 (janvier 2021).
Si vous disposez d'ouvrages ou d'articles de référence ou si vous connaissez des sites web de qualité traitant du thème abordé ici, merci de compléter l'article en donnant les références utiles à sa vérifiabilité et en les liant à la section « Notes et références ».

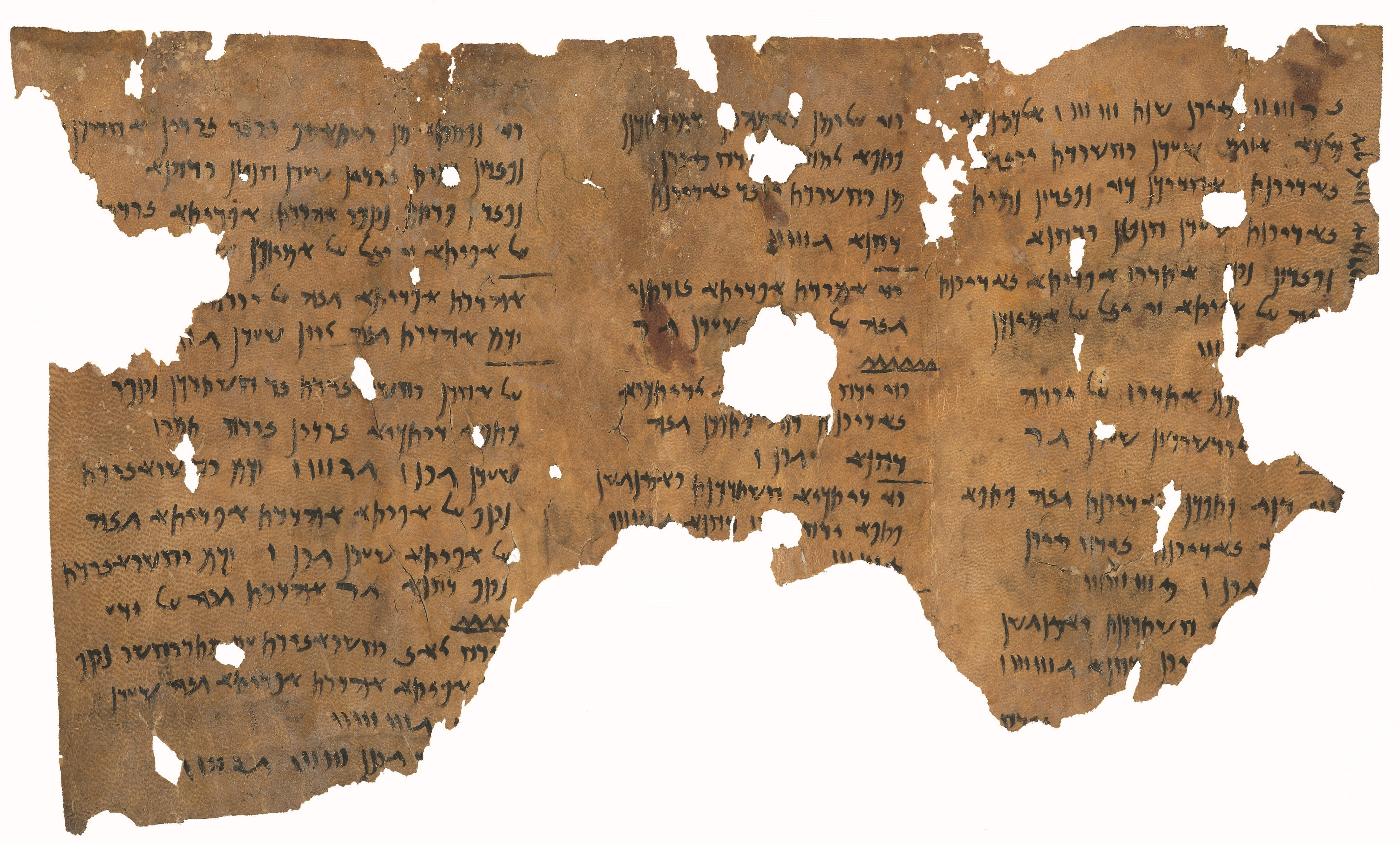

La collection des documents araméens de Khalili est une collection privée de lettres et de documents anciens trouvés dans la région de Bactriane dans l'actuel Afghanistan. Assemblée par le collectionneur et philanthrope Nasser David Khalili, elle fait partie des huit collections distinctes regroupées dans la Khalili Collection, chacune étant individuellement considérée comme importante dans son domaine. Ces documents, écrits en araméen, sans doute originaires de la cité antique de Balkh, sont datés entre 353 av. J.-C. et 324 av. J.-C. pendant les règnes d'Artaxerxès III et d'Artaxerxes IV. Le document le plus récent de la collection fut écrit par Alexandre le Grand au début de son règne. Internationalement, la collection est reconnue pour son importance dans les travaux linguistiques portant sur l'araméen ancien et l'étude de la vie au début de l'Empire achéménide.

## L'Empire achéménide
L'Empire achéménide créé en 559 av.Jc par Cyrus le Grand couvrit à son apogée l'intégralité du Moyen-Orient, allant de l'Inde à l'Afrique du Nord. L'Empire possédait un appareil d'État qui garantissait un système postal performant ainsi qu'un système de comptabilité basé sur un nombre de langues officielles réduit. L'administration utilisait l'araméen comme première  langue écrite mais des informations tirées de la Collection Khalili semblent montrer qu'elle n'était pas la langue usuelle  en Bactriane. Les documents de la collection Khalili donnent des informations quant au déroulement des évènements qui précédèrent la chute de l'Empire en 329 av.Jc face à Alexandre le Grand ainsi que l'organisation de la fortification des cités, de l'armée et de la logistique.

## Les collections Khalili
La collection est l'une des huit collections assemblées par Nasser D. Khalili comprenant la plus grande collection privée d'art islamique et la collection d'art japonais de l'ère Meiji qui n'a de concurrente égale que la collection de la famille impériale en termes de quantité et de qualité.
Khalil a écrit qu'il était motivé à assembler des documents datant de l'Empire achéménide parce qu'en tant que juif iranien il se sent directement concerné. Il fait ici référence sans doute à la décision de la reine Esther, reine de l'empire achéménide qui protégea le peuple juif des sanctions de son mari Assuérus. Il se dit pris d'une sensation indescriptible lorsqu'il entend parler l'araméen, la langue parlée par Moïse et Jésus.